# You Don’t Love Me (No, No, No)
You Donʼt Love Me (No, No, No) ist ein weltweit erfolgreiches Lied der jamaikanischen Sängerin Dawn Penn aus dem Jahr 1994.

## Geschichte
1967 nahm Dawn Penn in Jamaika das Lied You Donʼt Love Me auf, das im Original von dem US-amerikanischen Bluesmusiker Willie Cobbs stammte und von diesem 1960 veröffentlicht wurde. Cobbs hatte sich seinerseits von dem Lied Sheʼs Fine, Sheʼs Mine von Bo Diddley aus dem Jahr 1955 inspirieren lassen.
Penns Version des Liedes wurde von Coxsone Dodd produziert und im Studio One in Kingston aufgenommen. Dodd hatte einige Zeit in den Vereinigten Staaten gelebt, von wo er R&B-Platten nach Jamaika brachte, die er in seinen Soundsystem-Shows spielte.
Während die jamaikanische Aufnahme Elemente von Cobbsʼ Text und Melodie verwendete, erschien das Lied jetzt im damals noch jungen Rocksteady-Stil. Die Aufnahme wurde in Jamaika ein Hit. Mit ihren weiteren Platten konnte Dawn Penn nicht an diesen Erfolg anknüpfen, und sie zog sich aus dem Musikgeschäft zurück.
Ende der 1980er Jahre versuchte sie dann ein Comeback in Jamaika. Doch erst die Neueinspielung ihres alten Hits wurde 1994 ein Erfolg. Die Neuaufnahme mit dem Titel You Donʼt Love Me (No, No, No), produziert vom Duo Steely & Clevie im Dancehall-Stil, wurde ein weltweiter Hit. Als Autoren wurden Penn, Cobbs und Diddley genannt.
In den Billboard Hot 100 stieg das Stück bis auf Platz 58, in den „Hot Rhythm & Blues Singles“-Charts auf Platz 42, in den „Hot R&B Airplay“-Charts auf Platz 41, und in den „Hot 100 Airplay“-Charts auf Platz 45. Auch in Europa und Neuseeland war der Song sehr erfolgreich.
Das Magazin Blender listete 2005 You Donʼt Love Me (No, No, No) auf Platz 186 der „500 Greatest Songs Since You Were Born“ (die 500 größten Songs, seit du geboren wurdest).
You Donʼt Love Me (No, No, No) wurde seit 1994 vielfach von anderen Musikern aufgenommen und als Sample verwendet. Coverversionen gab es zum Beispiel von Rihanna, Beyoncé und Ghostface Killah. Samples des Songs wurden unter anderem von Lily Allen und Usher verwendet.